# I liga 1977-1978
L'edizione 1977-78 della I liga vide la vittoria finale del Wisła Cracovia.
Capocannoniere del torneo fu Kazimierz Kmiecik (Wisła Cracovia), con 15 reti.

## Classifica finale
|     | Classifica         | G  | V  | N  | P  | GF | GS | Pt |
| --- | ------------------ | -- | -- | -- | -- | -- | -- | -- |
| 1.  | Wisła Cracovia     | 30 | 13 | 13 | 4  | 35 | 23 | 39 |
| 2.  | Śląsk Wrocław      | 30 | 16 | 6  | 8  | 36 | 30 | 38 |
| 3.  | Lech Poznań        | 30 | 12 | 13 | 5  | 29 | 25 | 37 |
| 4.  | ŁKS Łódź           | 30 | 10 | 11 | 9  | 29 | 29 | 31 |
| 5.  | Legia Varsavia     | 30 | 12 | 7  | 11 | 44 | 34 | 31 |
| 6.  | Odra Opole         | 30 | 13 | 4  | 13 | 35 | 31 | 30 |
| 7.  | Arka Gdynia        | 30 | 11 | 8  | 11 | 30 | 35 | 30 |
| 8.  | Stal Mielec        | 30 | 11 | 7  | 12 | 31 | 29 | 29 |
| 9.  | Zagłębie Sosnowiec | 30 | 10 | 8  | 12 | 33 | 33 | 28 |
| 10. | Widzew Łódź        | 30 | 9  | 10 | 11 | 34 | 40 | 28 |
| 11. | Pogoń Szczecin     | 30 | 11 | 6  | 13 | 36 | 42 | 28 |
| 12. | Szombierki Bytom   | 30 | 8  | 11 | 11 | 25 | 35 | 27 |
| 13. | Polonia Bytom      | 30 | 7  | 13 | 10 | 26 | 26 | 27 |
| 14. | Ruch Chorzów       | 30 | 9  | 9  | 12 | 33 | 36 | 27 |
| 15. | Zawisza Bydgoszcz  | 30 | 11 | 5  | 14 | 29 | 32 | 27 |
| 16. | Górnik Zabrze      | 30 | 6  | 11 | 13 | 25 | 30 | 23 |

### Verdetti
- Wisła Cracovia Campione di Polonia 1977-78.
- Wisła Cracovia ammesso alla Coppa dei Campioni 1978-1979.
- Śląsk Wrocław e Lech Poznań ammesse alla Coppa UEFA 1978-1979.
- Zawisza Bydgoszcz e Górnik Zabrze retrocesse in II liga polska.